# Boys Will Be Boys (film, 1935)
Pour les articles homonymes, voir Boys will be boys.
Pour plus de détails, voir Fiche technique et Distribution.
Boys Will Be Boys est un film britannique de William Beaudine réalisé en 1935.

## Synopsis
Alec Smart, qui enseigne dans une prison, postule au poste de directeur d'une école publique voisine pour remplacer l'ancien directeur qui a été reconnu coupable d'avoir rédigé de faux chèques et qui vient d'être envoyé en prison. Smart fait appel au gouverneur pour lui écrire une bonne référence. Après cela, il écrit sa vraie recommandation qui est très négative sur les talents de Smart. L' administrateur qui travaille comme secrétaire du gouverneur, Faker Brown, mélange accidentellement les deux lettres et livre celle louant Smart. Sur la base de cette lettre, Lady Dorking, qui dirige le Conseil de l'école nomme Smart au poste de directeur. Cela met en colère son adjoint, le colonel Crableigh, qui avait favorisé la promotion de son neveu, le sous-chef.
A son arrivée à l'école, Smart a droit à un accueil bruyant par les étudiants indisciplinés dirigés par le préfet en chef, Cyril Brown, qui est le fils de Faker Brown. L'école Narkover s'avère être un vivier de jeunes criminels, qui préfèrent passer leur temps à jouer aux cartes plutôt qu'à suivre des cours. Après ses premières tentatives pour arrêter leurs jeux, Smart lui-même finit par jouer aux cartes avec les élèves. Il part du mauvais pied avec le colonel Crableigh mais, malgré l'incompétence manifeste de Smart, Lady Dorking s'intéresse immédiatement à lui. Crableigh commence à concevoir un plan pour faire renvoyer Smart et le remplacer par son propre neveu.
Peu de temps après son arrivée, Smart est approché par Faker Brown, tout juste sorti de prison, qui le fait chanter pour qu'il donne un emploi de steward à l'école. Brown a l'œil sur les précieux bijoux de Lady Dorking, en particulier son collier de diamants, qu'elle doit porter le jour des fondateurs qui a lieu quelques jours plus tard. Il s'agit d'un dîner et d'un match de rugby entre les anciens de l'école et les étudiants actuels, avec Smart persuadé de diriger l'équipe de l'école.
Le jour du fondateur, Lady Dorking porte ses plus beaux bijoux. Dans l'étude du directeur, on lui montre quelques tours de prestidigitation de Smart. Crableigh place le collier de Dorking dans la poche de Smart pour tenter de l'incriminer et de le faire renvoyer. Cependant, le collier est ensuite volé par Faker qui le cache dans une carafe . Après avoir essayé, sans succès, de le persuader de le rendre, Smart le prend et le cache dans une boîte à bijoux qui doit être présentée à Lady Dorking lors du dîner.
Peu avant la présentation, les diamants sont à nouveau pris par le préfet en chef Cyril Brown qui crochète la serrure. Il cache le collier dans un ballon de rugby, mais avant qu'il ne puisse s'en tirer, le ballon est pris par l'arbitre du match. La confusion s'ensuit alors car pendant le match, Faker et Cyril Brown tentent de récupérer le ballon et de s'enfuir tandis que Smart tente de les en empêcher. Finalement, Smart lance le ballon vers certains spectateurs de la police et démasque les méchants malgré les tentatives de Crableigh de faire arrêter Smart pour le vol.

## Fiche technique
- Titre : Boys Will Be Boys
- Réalisation : William Beaudine
- Scénario : Will Hay
- Musique : Louis Levy, Bretton Byrd et Charles Williams
- Photographie : Charles Van Enger
- Montage : Alfred Roome
- Production : Michael Balcon
- Société de production : Gainsborough Pictures et Gaumont British Picture Corporation
- Pays de production :  Royaume-Uni
- Genre : Comédie
- Durée : 80 minutes
- Date de sortie : 
  - Royaume-Uni : 9 décembre 1935

## Distribution
- Will Hay : Dr Alec Smart
- Gordon Harker (en) : Faker Brown
- Jimmy Hanley (en) : Cyril Brown
- Davy Burnaby : Col. Crableigh
- Norma Varden : Lady Dorking
- Claude Dampier (en) : Theo P. Finch
- Charles Farrell (en) : Louis Brown
- Percy Walsh (en) : le directeur

- Clive Dunn